# Hiệp hội Mậu dịch tự do châu Âu
Hiệp hội mậu dịch tự do châu Âu (tiếng Anh: European Free Trade Association, viết tắt là EFTA) được thành lập ngày 3.5.1960 như một khối mậu dịch khác cho các nước châu Âu, do không đủ khả năng hoặc chọn không gia nhập Cộng đồng Kinh tế châu Âu (EEC) thời đó (nay là Liên minh châu Âu (EU)).
Hiệp ước EFTA được ký ngày 4.1.1960 tại Stockholm bởi 7 nước bên ngoài (Cộng đồng kinh tế châu Âu thời đó). Ngày nay chỉ còn Iceland, Na Uy, Thụy Sĩ và Liechtenstein vẫn còn là hội viên của EFTA (trong đó Na Uy và Thụy Sĩ là các hội viên sáng lập). Sau đó Hiệp ước Stockholm được thay thế bằng Hiệp ước Vaduz.
Hiệp ước này cho phép tự do hóa việc buôn bán trong các nước hội viên. Ba nước hội viên EFTA là thành phần của Thị trường chung Liên minh châu Âu thông qua Thỏa ước về Khu vực kinh tế châu Âu (EEA), có hiệu lực từ năm 1994. Nước hội viên thứ tư của EFTA – Thụy Sĩ - chọn ký kết một thỏa ước song phương với Liên minh châu Âu.  Ngoài ra, các nước EFTA cũng ký chung các thỏa hiệp mậu dịch tự do với nhiều nước khác.
Năm 1999 Thụy Sĩ ký một bộ thỏa hiệp song phương với Liên minh châu Âu bao trùm nhiều lãnh vực, trong đó có sự phá bỏ các hàng rào cản trở buôn bán như việc di chuyển nhân công cùng vận tải hàng hóa và kỹ thuật giữa đôi bên. Sự tiến triển này  thúc đẩy các nước EFTA hiện đại hóa Hiệp ước của mình để bảo đảm là sẽ tiếp tục tạo ra một khuôn khổ đầy thành công cho việc mở rộng và tự do hóa việc buôn bán trong các nước hội viên và với thế giới.

## Lịch sử các hội viên

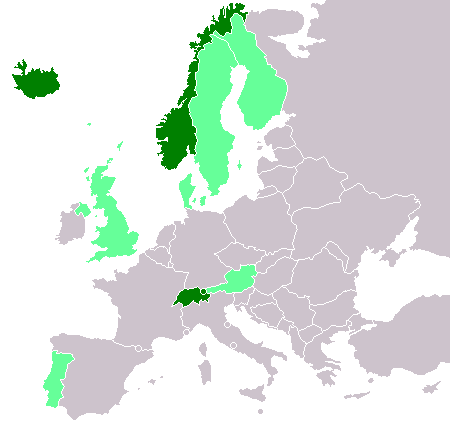
Các nước hội viên EFTA
Các nước hội viên cũ, nay là hội viên Liên minh châu Âu

Các nước hội viên sáng lập EFTA là Áo, Đan Mạch, Na Uy, Bồ Đào Nha, Thụy Điển, Thụy Sĩ và Vương quốc Anh. Trong thập niên 1960 các nước này thường được ám chỉ là 7 nước bên ngoài, đối lập với 6 nước bên trong của Cộng đồng kinh tế châu Âu thời đó.
Phần Lan trở thành hội viên hợp tác năm 1961 (trở thành hội viên hoàn toàn năm 1986), và Iceland gia nhập năm 1970. Vương quốc Anh và Đan Mạch gia nhập Cộng đồng châu Âu năm 1973 (cùng với Ireland), và vì thế không còn là hội viên của EFTA. Bồ Đào Nha cũng lìa bỏ EFTA để gia nhập Cộng đồng châu Âu năm 1986. Liechtenstein gia nhập EFTA năm 1991 (trước đây quyền lợi của nước này trong EFTA được Thụy Sĩ đại diện). Cuối cùng, Áo, Thụy Điển và Phần Lan cũng gia nhập Liên minh châu Âu năm 1995 và vì thế ngưng chức hội viên của EFTA.

## Các hội viên hiện nay
| Quốc kỳ       | Nước          | Tên chính thức                               | Gia nhập           | Dân số    | Diện tích (km²) | Thủ đô    | GDP tính bằng triệu (PPP) | GDP trên đầu người (PPP) |
| ------------- | ------------- | -------------------------------------------- | ------------------ | --------- | --------------- | --------- | ------------------------- | ------------------------ |
| Iceland       | Iceland       | Cộng hòa Iceland                             | 1 tháng 1 năm 1970 | 320.000   | 103.000         | Reykjavík | 12.144                    | 39.168                   |
| Liechtenstein | Liechtenstein | Công quốc Liechtenstein                      | 1 tháng 1 năm 1991 | 34.247    | 160,4           | Vaduz     | 1.786                     | 25.000                   |
| Na Uy         | Na Uy         | Vương quốc Na Uy                             | 3 tháng 5 năm 1960 | 4.721.600 | 385.155         | Oslo      | 247.416                   | 53.152                   |
| Thụy Sĩ       | Thụy Sĩ       | Liên bang Thụy Sĩ (Confoederatio Helvetica ) | 3 tháng 5 năm 1960 | 7.591.400 | 41.285          | Bern      | 300.186                   | 41.265                   |

## Các Tổng thư ký
- 1960-1965:  Frank E. Figgures
- 1965-1972:  Sir John Coulson
- 1972-1975:  Bengt Rabaeus
- 1976-1981:  Charles Müller
- 1981-1988:  Per Kleppe
- 1988-1994:  Georg Reisch
- 1994-2000:  Kjartan Jóhannsson
- 2000-2006:  William Rossier
- 2006 tới nay:  Kåre Bryn

## Các cơ quan
EFTA được điều hành bởi Hội đồng EFTA và do Nha thư ký EFTA thi hành.  Ngoài ra, liên quan với Thỏa ước Khu vực kinh tế châu Âu năm 1992, có 2 tổ chức khác của EFTA, đã được thành lập: Cơ quan giám sát EFTA và Tòa án EFTA.

### Các cơ quan liên quan tới Khu vực kinh tế châu Âu
Cơ quan giám sát EFTA và Tòa án EFTA điều hòa các hoạt động của các hội viên EFTA về các nghĩa vụ của họ trong Khu vực kinh tế châu Âu (EEA).  Vì Thụy Sĩ không là hội viên của Khu vực kinh tế châu Âu, nên nước này không tham gia 2 tổ chức nói trên.
Co quan giám sát EFTA đóng vai trò của Ủy ban châu Âu là "người bảo vệ các hiệp ước" cho các nước EFTA, trong khi Tòa án EFTA đóng vai trò Tòa án Cộng đồng châu Âu cho các nước này.

### Các địa điểm
Nha thư ký EFTA có trụ sở ở Genève, Thụy Sĩ. Cơ quan giám sát EFTA có trụ sở ở Bruxelles, Bỉ (cùng địa điểm với tổng hành dinh của Ủy ban châu Âu), và Tòa án EFTA có trụ sở ở Luxembourg (cùng một địa điểm với Tòa án Cộng đồng châu Âu)

## Quỹ Bồ Đào Nha
Quỹ Bồ Đào Nha được thành lập năm 1975 khi Bồ Đào Nha vẫn còn là hội viên của EFTA, nhằm tài trợ cho việc phát triển và tái thiết Bồ Đào Nha sau Cuộc cách mạng hồng. Khi Bồ Đào Nha lìa EFTA năm 1985 để gia nhập Cộng đồng kinh tế châu Âu, thì tuy thế các nước hội viên EFTA còn lại đã quyết định vẫn tiếp tục Quỹ này, để Bồ Đào Nha được thụ hưởng. Ban đầu Quỹ này mang dạng cho vay với lãi suất thấp, với trị giá 100 triệu Đô la Mỹ. Việc hoàn lại tiền vay nguyên thủy bắt đầu từ năm 1988, nhưng EFTA thời đó quyết định hoãn việc trả lại tiền tới năm 1998. Quỹ Bồ Đào Nha ngày nay đã giải thể.

## Các hiệp định quốc tế
EFTA cũng khởi đầu Hiệp định Hallmarking và Hiệp định kiểm tra dược phẩm, cả hai hiệp định này đều mở cửa cho các nước ngoài EFTA.

## Mối quan hệ với Khu vực kinh tế châu Âu
Các nước hội viên EFTA, ngoại trừ Thụy Sĩ, cũng là hội viên của Khu vực kinh tế châu Âu (EEA).

## Các quan hệ quốc tế
EFTA có nhiều thỏa hiệp mậu dịch tự do với các nước ngoài châu Âu cũng như các tuyên bố hợp tác và các nhóm làm việc chung để cải thiện mậu dịch. Hiện nay, các nước EFTA đã thiết lập các quan hệ mậu dịch ưu đãi với 20 quốc gia và lãnh thổ, không kể 27 nước hội viên Liên minh châu Âu.

### Các hiệp định thương mại tự do
- Chile
- Croatia
- Ai Cập
- Israel (ngoại trừ Thụy Sĩ)
- Jordan
- Hàn Quốc
- Liban
- Cộng hòa Macedonia
- México
- Maroc
- Palestine
- Singapore
- Liên minh Thuế quan Nam Phi (Botswana, Lesotho, Namibia, Swaziland, Nam Phi)
- Tunisia
- Thổ Nhĩ Kỳ
- Việt Nam

### Các FTA ký năm 2008 nhưng chưa phê chuẩn
- Canada
- Colombia

### Các FTA đã hoàn thành thương thuyết trong năm 2008
- Hội đồng hợp tác Vùng Vịnh (Bahrain, Kuwait, Oman, Qatar, Ả Rập Xê Út, Các Tiểu vương quốc Ả Rập thống nhất)
- Peru

### Các FTA đang thương lượng
- Thái Lan
- Algérie
- Ấn Độ

### Các tuyên bố hợp tác
- Albania
- Mercosur (Brasil, Argentina, Uruguay, Paraguay)
- Mông Cổ
- Serbia
- Ukraina

### Các nhóm làm việc chung
- Indonesia
- Nga

## Tương lai
Các cử tri Na Uy đã bác bỏ các hiệp ước gia nhập Liên minh châu Âu trong 2 cuộc trưng cầu ý dân. Trong cuộc trưng cầu ý dân lần đầu (1972), thì nước Đan Mạch láng giềng đã gia nhập. Trong cuộc trưng cầu ý dân lần thứ hai (1994) thì 2 nước láng giềng Bắc Âu khác là Thụy Điển và Phần Lan đã gia nhập Liên minh châu Âu. Hai chính phủ Na Uy gần đây không thể và cũng không muốn đề xuất vấn đề này vì đều là chính phủ liên hiệp gồm cả các phe ủng hộ và chống đối (việc gia nhập Liên minh châu Âu).
Vì Thụy Sĩ đã bác bỏ Khu vực kinh tế châu Âu năm 1992, các cuộc trưng cầu ý dân về việc gia nhập Liên minh châu Âu đã bắt đầu, lần chót năm 2001. Các cuộc trưng cầu ý dân này đều bị đa số rõ rệt bác bỏ.
Mặt khác, Iceland, dù rất không muốn, cũng phải gia nhập Liên minh châu Âu trong một tương lai gần, do hậu quả của cuộc khủng hoảng tài chính toàn cầu 2008, đã tác động đặc biệt tới nền kinh tế nước này.
Có thể hình dung được là chủ trương hoài nghi châu Âu ở Vương quốc Anh có thể dẫn tới việc Vương quốc Anh rút ra khỏi Liên minh châu Âu. Như vậy, theo một số nhà phân tích, Anh sẽ gia nhập lại EFTA, hoặc Hiệp định Thương mại Tự do Bắc Mỹ (NAFTA). Tuy nhiên, đây vẫn chỉ là giả thuyết.
Có sự suy đoán là Maroc có thể gia nhập EFTA vào năm 2012.